# SONOS
SONOS är en typ av icke-flyktigt minne. Förkortningen står för "Silicon-Oxide-Nitride-Oxide-Silicon", det vill säga kisel-oxid-nitrid-oxid-kisel. SONOS-minnen är nära släkt med flashminnen, men skiljer sig dock genom att utnyttja kiselnitrid (Si3N4) för lagring av laddning, istället för flashminnenas polykristallina kisel.